# 라비 (1993년)
라비(Ravi, 본명: 김원식, 1993년 2월 15일 ~ )는 대한민국의 보이 그룹 빅스의 메인래퍼이자 빅스 내 유닛 그룹인 빅스LR의 멤버이다. 리드댄서를 맡고 있다. 3년 동안 출연했던 1박 2일에서 하차하고 다섯번째 EP 앨범인 'LOVE & HOLIDAY'을 발매하고 "공황 장애"를 이유로 보충역으로 편입해 사회복무요원으로 근무하고 있을 때 브로커를 통한 뇌전증 허위 진단서를 병무청에 제출한 병역 비리가 발생해 3월 2일 구속영장이 청구되었으나 3월 6일 "혐의를 인정하고 도주 우려가 없다"는 이유로 기각되었다. 라비가 대표로 있는 기획사 그루블린에 소속돼 있는 나폴리, 그루블린의 공동대표인 김 모 씨와 같이 불구속 기소되어 병역법 제88조의2(대체역 편입의 허위)에 의하여 1년 이상 5년 이하의 징역을 받게 된다.

## 학력
- 서울잠동초등학교 (졸업)
- 잠실중학교 (졸업)
- 잠신고등학교  (졸업)
- 호원대학교 뮤지컬과 (학사)
- 백석대학교 대학원 실용음악과 (재학)

## 음반

### 싱글 앨범
| 번호 | 음반 정보                                                             | 타이틀 곡                                      |
| ---- | --------------------------------------------------------------------- | ---------------------------------------------- |
| 1    | 《Jelly Box DamnRa Ravi (Feat. SAM&SP3CK)》 - 발매일: 2016년 7월 14일 | 1. DamnRa (Feat. SAM&SP3CK) 퍼포먼스 비디오    |
| 2    | 《RAVI 1st MINI ALBUM [R.EAL1ZE]》 - 발매일: 2017년 1월 9일           | 1. BOMB (Feat. SAN E) 퍼포먼스 비디오          |
| 3    | 《RAVI 2nd MINI ALBUM [R.OOK BOOK]》 - 발매일: 2019년 3월 5일         | 1. TUXEDO 퍼포먼스 비디오                      |
| 4    | 《RAVI 3RD EP [LIMITLESS] PART.1》 - 발매일: 2019년 11월 8일          | 1. LIMITLESS (Feat. Sik-K, Xydo (시도))        |
| 5    | 《RAVI 3RD EP [LIMITLESS] PART.2》 - 발매일: 2019년 11월 23일         | 1. TURN ON THE LIGHT (Feat. twlv) (Prod. YUTH) |
| 6    | 《RAVI 1ST LP `EL DORADO`》 - 발매일: 2020년 2월 24일                 | 1. ROCKSTAR (Feat. Paloalto) (Prod. YUTH)      |

## 방송
- 2015년 Mnet 《Show Me The Money 4》 - 2차 예선 탈락
- 2016년 SBS 《백종원의 3대 천왕》
- 2017년 SBS 《스타일팔로우》 - 34회 (2017.12.20)
- 2018년 MBC 《하하랜드》 - 22회(2018.01.03), 23회(2018.01.10)
- 2018년 SBS Plus 《여자플러스2》 - 진행
- 2018년 MBC every1 《비디오스타》 - 97회 (2018.6.12)
- 2018년 tvN 《수요미식회》 - 174회 (2018.06.13)
- 2018년 MBN 《미식클럽》 - 7회 (2018.07.20)
- 2018년 SBS 파워FM 《영스트리트》 (2018.10.22 ~ 10.27, 11.27 ~ 12.02) - 스페셜 DJ
- 2018년 MBC 《미스터리 음악쇼 복면가왕》 - 오늘 포텐 터트려쓰!(참가자)
- 2018년 MBC 《진짜 사나이 300》
- 2019년 tvN 《놀라운 토요일》55회 97회
- 2019년 JTBC 《스테이지K》 - K-패널단
- 2019년 tvN 《슈퍼히어러》
- 2019년 JTBC 《찰떡콤비》 - 10회
- 2019년 MBC 《신기루 식당》
- 2019년 MBC every1 《대한외국인》
- 2019년 ~ 2022년 KBS2 《1박 2일》( ~ 2022.4.22) - 고정
- 2020년 MBC 《부러우면 지는거다》
- 2020년 tvN 《놀라운 토요일》 - 100회 특집 123회
- 2020년 JTBC 《아는 형님》
- 2020년 KBS2 《옥탑방의 문제아들》
- 2022년 MBC 《황금어장 라디오스타》 - 719회

## 수상 목록
- 2021년 KBS 연예대상 쇼•버라이어티부문 남자 신인상